# 長井香織
長井 香織（ながい かおり、1990年1月30日 - ）は、日本の女子プロボクサー。兵庫県神戸市西区出身。兵庫県立青雲高等学校卒業。真正ボクシングジム所属。第3代日本女子アトム級王者。

## 来歴
三木東高校在学中、アトピー性皮膚炎が悪化したため、通信制の青雲高校に転校し卒業。
社会人になってからも社交不安症に悩まされたが、自宅の最寄り駅近くのボクササイズジムに23歳で入会。
その後、明石ボクシングクラブに移籍し、2015年12月26日に25歳でプロデビュー。2連敗1分け後、4戦目でプロ初勝利。
2分け後に3連勝を飾り、2020年、真正ジムに移籍。
移籍初戦として7月25日、神戸市立中央体育館にて日本女子アトム級王座決定戦に挑み、元東洋太平洋王者の神田桃子に2-0判定勝利で初タイトル獲得。
2021年4月4日、堺市産業振興センターにて樽井捺月相手に日本王座初防衛戦に挑み、2-0判定で勝利し初防衛成功。
9月22日、後楽園ホールにて元WBA女子世界アトム級王者宮尾綾香とのノンタイトル8回戦に挑むが、0-3（73-79、74-78×2）判定で敗れる。
2022年2月3日付で日本王座返上。
3月2日、後楽園ホールにて千本瑞規が持つOPBF東洋太平洋女子ミニマム級王座に挑戦する予定だったが、王者が健康上の理由で棄権したため中止。試合は5月15日に延期され、墨田区総合体育館で行われることになった。試合は0-3（74-78×2、75-77）判定で敗れ2冠目獲得はならなかった。
9月1日、「Queens Crest2022」にてOPBF女子東洋太平洋アトム級王座決定戦として前王者松田恵里と対戦。しかし、0-3（73-79×2、74-78）の判定で敗れまたしても王座獲得ならず。
2023年4月15日、大阪府立体育会館（エディオンアリーナ大阪）第2競技場にてカニャラット・ヌノイと対戦。3回TKOで勝利。
9月27日、「VICTRIVA vol.13」にて中野真由美と対戦。しかし0-3判定負け。

## 戦績
- プロ：16戦 7勝 3KO 6敗 3分

| 戦           | 日付           | 勝敗 | 時間    | 内容    | 対戦相手                   | 国籍 | 備考                                       |
| ------------ | -------------- | ---- | ------- | ------- | -------------------------- | ---- | ------------------------------------------ |
| 1            | 2015年12月26日 | ★    | 4R      | 判定0-3 | 荒瀬あかり（ヨシヤマ）     | 日本 | プロデビュー戦                             |
| 2            | 2016年8月7日   | ★    | 4R      | 判定0-3 | 小村楓香（グリーンツダ）   | 日本 |                                            |
| 3            | 2016年11月11日 | △    | 4R      | 判定1-1 | 上垣麻夜（ハラダ）         | 日本 |                                            |
| 4            | 2017年5月7日   | ☆    | 2R      | TKO     | 中村志津香（アポロ）       | 日本 |                                            |
| 5            | 2017年7月28日  | △    | 4R      | 判定1-1 | 成田佑美（姫路木下）       | 日本 |                                            |
| 6            | 2017年11月17日 | △    | 4R      | 判定0-1 | 成田佑美（姫路木下）       | 日本 |                                            |
| 7            | 2018年10月8日  | ☆    | 4R      | 判定2-0 | 澤井涼（井岡弘樹）         | 日本 |                                            |
| 8            | 2019年4月29日  | ☆    | 2R      | TKO     | ポーンピモン・ポーンタエム | タイ |                                            |
| 9            | 2019年9月29日  | ☆    | 6R      | 判定2-1 | 神田桃子（寝屋川石田）     | 日本 |                                            |
| 10           | 2020年7月25日  | ☆    | 6R      | 判定2-0 | 神田桃子（寝屋川石田）     | 日本 | 日本アトム級王座・獲得                     |
| 11           | 2021年4月4日   | ☆    | 6R      | 判定2-0 | 樽井捺月（山木）           | 日本 | 日本アトム級王座・防衛1                    |
| 12           | 2021年9月22日  | ★    | 8R      | 判定0-3 | 宮尾綾香（ワタナベ）       | 日本 |                                            |
| 13           | 2022年5月15日  | ★    | 8R      | 判定0-3 | 千本瑞規（ワタナベ）       | 日本 | OPBF女子東洋太平洋ミニマム級タイトルマッチ |
| 14           | 2022年9月1日   | ★    | 8R      | 判定0-3 | 松田恵里（TEAM10COUNT）    | 日本 | OPBF女子東洋太平洋アトム級王座決定戦       |
| 15           | 2023年4月15日  | ☆    | 3R 1:03 | TKO     | カニャラット・ヌノイ       | タイ |                                            |
| 16           | 2023年9月27日  | ★    | 6R      | 判定0-3 | 中野真由美（中野サイトウ） | 日本 |                                            |
| テンプレート |                |      |         |         |                            |      |                                            |

## 獲得タイトル
- 第3代日本女子アトム級王座（防衛1=返上）